# Valkiajärvi (sjö i Puumala, Södra Savolax)
Valkiajärvi är en sjö i kommunen Puumala i landskapet Södra Savolax i Finland. Sjön ligger 83,4 meter över havet. Arean är 1,38 kvadratkilometer och strandlinjen är 11,52 kilometer lång. Sjön  ingår i Vuoksens huvudavrinningsområde.   Den ligger omkring 34 kilometer sydöst om S:t Michel och omkring 210 kilometer nordöst om Helsingfors. 